# Fontändamm

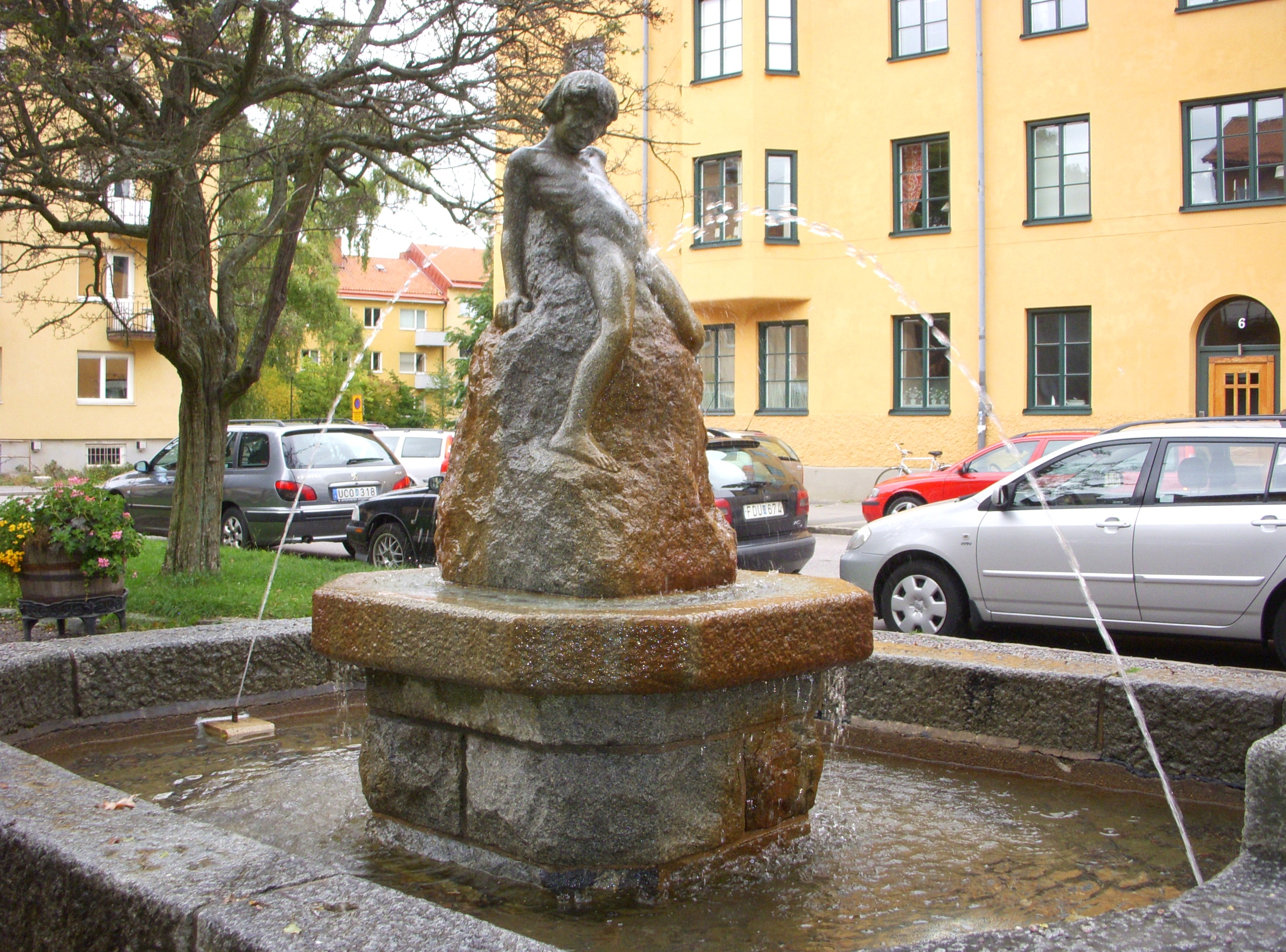
Fontändamm i september 2012.

Fontändamm är en fontänskulptur vid Manhemsgatan i Aspudden, södra Stockholm. Skulpturen skapades 1912 av arkitekten Albin Brag och bekostades av byggnadsfirman Manhem. Brag ritade även flera bostadshus i området. 

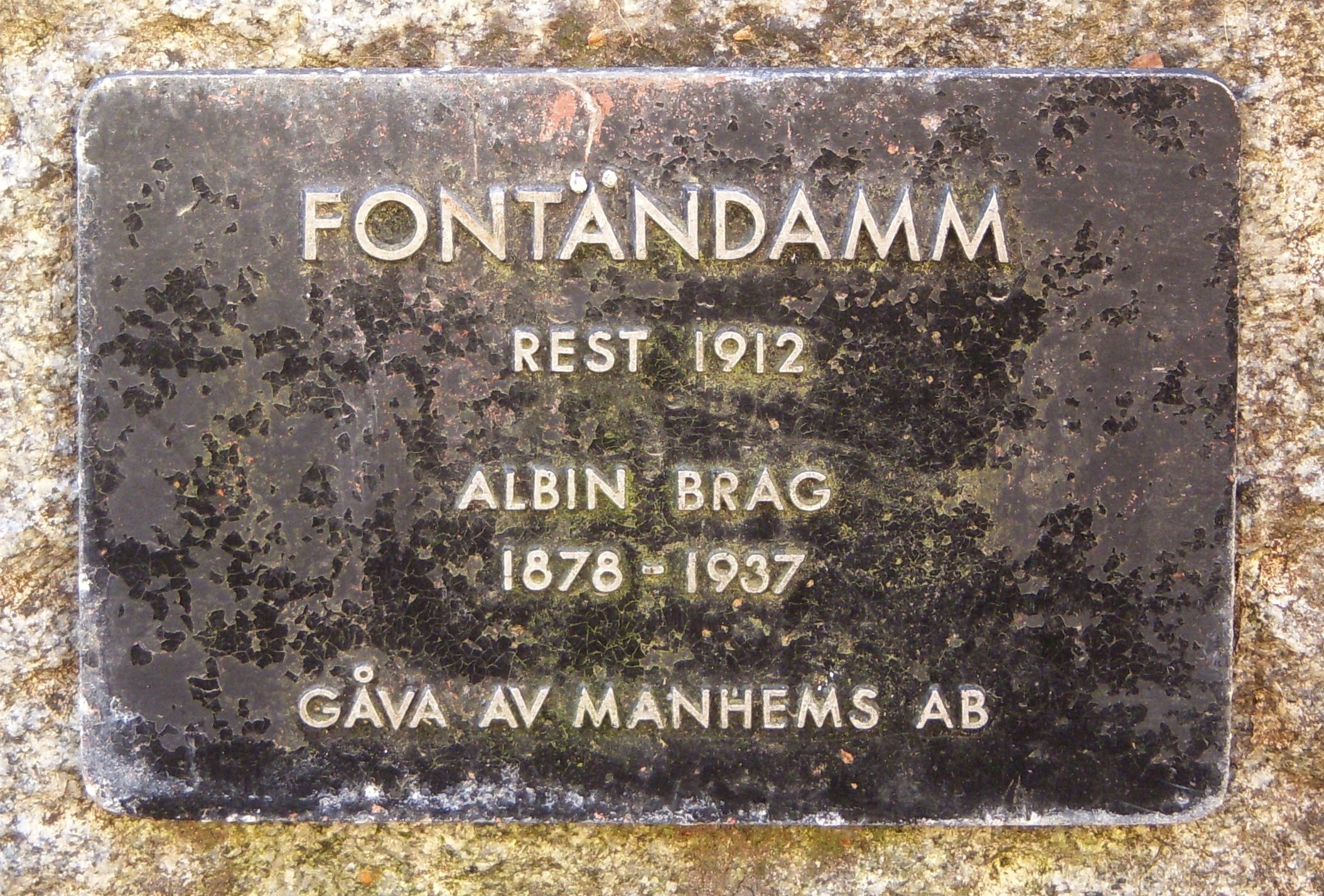
Fontändammens skylt.

Många av Byggnads AB Manhems hus i Aspudden uppfördes som sluten kvartersbebyggelse och fick utsirade gavlar, burspråk och kraftigt vinklade takfall i en enkel jugendstil, vilket bidrog till att ge stadsdelen dess enhetliga karaktär.
Byggnadsfirman Manhem var en stor aktör i Aspudden och fick även en gata uppkallad efter sig: Manhemsgatan. I Manhemsgatans mitt anordnades en liten park och där restes 1912 skulpturen Fontändamm. Kvarteret Lövsmygen i hörnet Hägerstensvägen/Manhemsgatan intill var ett av de många kvarter som ritades av Albin Brag och här placerades hans skulptur som utsmyckning av den lilla parken.
Fontänen är liksom byggnaderna gestaltad i enkel jugendstil och föreställer en pojke halvt sittande, halvt lutad mot en stor sten. Kompositionen står på ett postament i en fontänbassäng. Materialet är granit.